# بوجسکا (شهرستان گووداپ)
بوجسکا (به لهستانی:  Budziska) یک روستا در لهستان است که در گمینا بانگه مازورسکیه واقع شده‌است.